# Cymopterus
Cymopterus je biljni rod iz porodice štitarki smješten u tribus Selineae. Raširen po Sjevernoj Americi s dvadesetak vrsta raširenih od Kanade na jug preko zapadnih Sjedinjenih Država do sjevernog Meksika. Neki autori u njega uključuju i vrste iz roda Aletes. Ovaj je rod polifiletičan na temelju molekularnih rezultata, ali nova klasifikacija još nije objavljena.

## Vrste
1. Cymopterus anisatus A.Gray
2. Cymopterus breviradiatus (W.L.Theob. & C.C.Tseng) R.L.Hartm.
3. Cymopterus coulteri (M.E.Jones) Mathias
4. Cymopterus crawfordensis K.Moon, S.L.Welsh & Goodrich
5. Cymopterus davisii R.L.Hartm.
6. Cymopterus deserticola Brandegee
7. Cymopterus douglassii R.L.Hartm. & Constance
8. Cymopterus evertii R.L.Hartm. & R.S.Kirkp.
9. Cymopterus filifolius (Mathias, Constance & W.L.Theob.) B.L.Turner
10. Cymopterus gilmanii C.V.Morton
11. Cymopterus globosus (S.Watson) S.Watson
12. Cymopterus glomeratus (Nutt.) DC.
13. Cymopterus goodrichii S.L.Welsh & Neese
14. Cymopterus hallii (A.Gray) B.L.Turner
15. Cymopterus humilis (Raf.) Tidestr.
16. Cymopterus jonesii J.M.Coult. & Rose
17. Cymopterus lapidosus (M.E.Jones) M.E.Jones
18. Cymopterus lemmonii (J.M.Coult. & Rose) Dorn
19. Cymopterus megacephalus M.E.Jones
20. Cymopterus newberryi (S.Watson) M.E.Jones
21. Cymopterus ripleyi Barneby
22. Cymopterus rosei (M.E.Jones ex Coult. & Rose) M.E.Jones
23. Cymopterus sessiliflorus (W.L.Theob. & C.C.Tseng) R.L.Hartm.
24. Cymopterus spellenbergii R.L.Hartm. & J.E.Larson
25. Cymopterus williamsii R.L.Hartm. & Constance

## Sinonimi
- Aletes J.M.Coult. & Rose
- Aulospermum J.M.Coult. & Rose
- Coloptera J.M.Coult. & Rose
- Coriophyllus Rydb.
- Epallageiton Koso-Pol.
- Leptocnemia Nutt.
- Oreoxis Raf.
- Pseudocymopterus J.M.Coult. & Rose
- Pseudopteryxia Rydb.
- Pseudoreoxis Rydb.
- Pteryxia Nutt.